# Singapore Expo
Singapore Expo (Chinees: 新加坡博览中心) is de grootste congres- en evenementenhal van de stadstaat Singapore met meer dan 100.000 m² kolomvrije overdekte ruimte verspreid over 10 hallen. De hal ligt in Tampines, vlak bij de internationale luchthaven Changi.
De hal werd gebouwd en wordt uitgebaat door de Singaporese havenoperator PSA International. De financiering ten belope van 220 miljoen Singaporese dollar kwam van het Singaporese ministerie van handel en industrie.
Het centrum gebouwd naar de plannen van architect Cox Richardson Rayner werd ingehuldigd op 4 maart 1999. Een bijkomende aparte vleugel voor het congrescentrum MAX Atria werd geopend in 2012. Er gaan sindsdien meer dan 700 evenementen door per jaar. De hallen hebben een totale oppervlakte van 123.000 m².
De Expo is bereikbaar met openbaar transport via het metrostation Expo en op die manier slechts 20 minuten van het stadscentrum verwijderd. Er is een parking met 2.500 plaatsen en 500 hotelkamers bevinden zich binnen wandelafstand van de Expo.
Het congrescentrum werd gebouwd als vervanging van het World Trade Centre. De congres- en tentoonstellingsruimte bij HarbourFront werd afgebouwd om plaats te maken voor het HarbourFront Centre waarbinnen het grootste shoppingcentrum van het jaar is gevestigd, VivoCity. Als hoofdhuurder in het winkelcentrum omvat TANGS VivoCity ongeveer 7.900 m² winkelruimte. De vrees bestond dat Singapore Expo door zijn grotere afstand van het stadscentrum geen valabel alternatief zou zijn, wat tussen de opening in maart 1999 en de opening van het metrostation in januari 2001 bijna bleek te kloppen. De goede verbinding was cruciaal voor het succes van Singapore Expo, zelfs met in het centrum van de stad het bijkomende congres- en evenementencentrum Suntec Singapore International Convention and Exhibition Centre.